# Pieksämäki–Joensuu-banan
|  | Unknown BSicon "ABZg+r" |

|  | Station on track |

|  | Unknown BSicon "ABZgr" |

|  | Small non-passenger station on track |

|  | Small non-passenger station on track |

|  | Station on track |

|  | Unknown BSicon "ABZgr+xr" |

|  | Station on track |

|  | Station on track |

|  | Station on track |

| Unknown BSicon "KDSTaq" | Unknown BSicon "ABZgxr+r" |

|  | Unknown BSicon "ABZg+l" |

|  | Non-passenger station/depot on track |

|  | Small non-passenger station on track |

|  | Junction both to and from right |

|  | Station on track |

|  | Unknown BSicon "ABZgr" |

|  | Unknown BSicon "ABZg+r" |

|  | Station on track |

|  | Unknown BSicon "ABZgr" |

|  | Small non-passenger station on track |

|  | Small non-passenger station on track |

|  | Station on track |

|  | Unknown BSicon "ABZgr+xr" |

|  | Station on track |

|  | Station on track |

|  | Station on track |

| Unknown BSicon "KDSTaq" | Unknown BSicon "ABZgxr+r" |

|  | Unknown BSicon "ABZg+l" |

|  | Non-passenger station/depot on track |

|  | Small non-passenger station on track |

|  | Junction both to and from right |

|  | Station on track |

|  | Unknown BSicon "ABZgr" |

Pieksämäki-Joensuu-banan är en del av det finländska järnvägsnätet och förgrenas från Savolaxbanan i Pieksämäki och går via kommunerna Varkaus och Libelits till Joensuu. Bansträckningens längd är 183,5 km. Både person- och godstrafik förekommer och banövervakningen styrs från Pieksämäki.